# Santa Eulàlia (métro de Barcelone)
Santa Eulàlia est une station de la ligne L1 du métro de Barcelone. Elle est située à L'Hospitalet de Llobregat dans l'Aire métropolitaine de Barcelone, en Catalogne.
Mise en service en 1932, elle est fermée en 1980, déplacée et rouverte en 1983.

## Situation sur le réseau

Plan du métro de Barcelone (2019).

Établie pour partie en souterrain et pour partie en surface, la station Santa Eulàlia est située sur la ligne 1 du métro de Barcelone, entre la station Torrassa en direction de la station terminus Hospital de Bellvitge, et la station Mercat Nou, en direction de la station terminus Fondo,.

## Histoire

### Première station
La station Santa Eulàlia est mise en service le 1er juillet 1932 sur la ligne 1 du métro de Barcelone. Elle est fermée le 5 juillet 1980.

### Deuxième station
Après la fermeture de la station d'origine, une nouvelle station portant le même nom est mise en service le 23 décembre 1983 à quelque distance de la première.